# SMS Prinz Heinrich
El SMS Prinz Heinrich fue un crucero acorazado (Großer Kreuzer en alemán) único en su clase, construido para la  Armada imperial alemana a comienzos del siglo XX. El diseño del Prinz Heinrich sentó un precedente en los posteriores cruceros acorazados alemanes, que desde ese momento concentrarían su armamento secundario en el centro del buque, en oposición a su predecesor, el Fürst Bismarck que presentaba su armamento secundario a lo largo de las bandas.

## Diseño

### Dimensiones y maquinaria
El Prinz Heinrich fue construido en Kiel por el astillero Kaiserliche Werft. Fue puesto en grada en diciembre de 1898 y completado en marzo de 1902, con un coste final de 16 588 000 marcos. Su eslora en la línea de flotación era de 124,96 m y la máxima de 126,49 m. Su manga era de 19,61 m con un calado máximo de 8,07 m. El Prinz Heinrich tenía un desplazamiento de 8857 t estándar y 9806 t a plena carga. Debía su movimiento a 3 hélices accionadas por máquinas de vapor de triple expansión, que producían 15 695 CV y le proporcionaban una velocidad máxima de 20 nudos.

### Blindaje
El Prinz Heinrich estaba protegido por un cinturón blindado de placas de 102 mm. El blindaje de sus torretas tenía un espesor de 152 mm en los laterales y de 51 mm en el techo.

### Armamento
Su armamento principal consistía en dos cañones de 240 mm L40 en torretas simples, una a proa y otra a popa. Su armamento secundario incluía diez piezas de 150 mm L40 en casamatas y otras diez de 88 mm L30, también en casamatas. El armamento del Prinz Heinrich se veía completado con cuatro tubos lanzatorpedos sumergidos de 450 mm.

## Historial de servicio

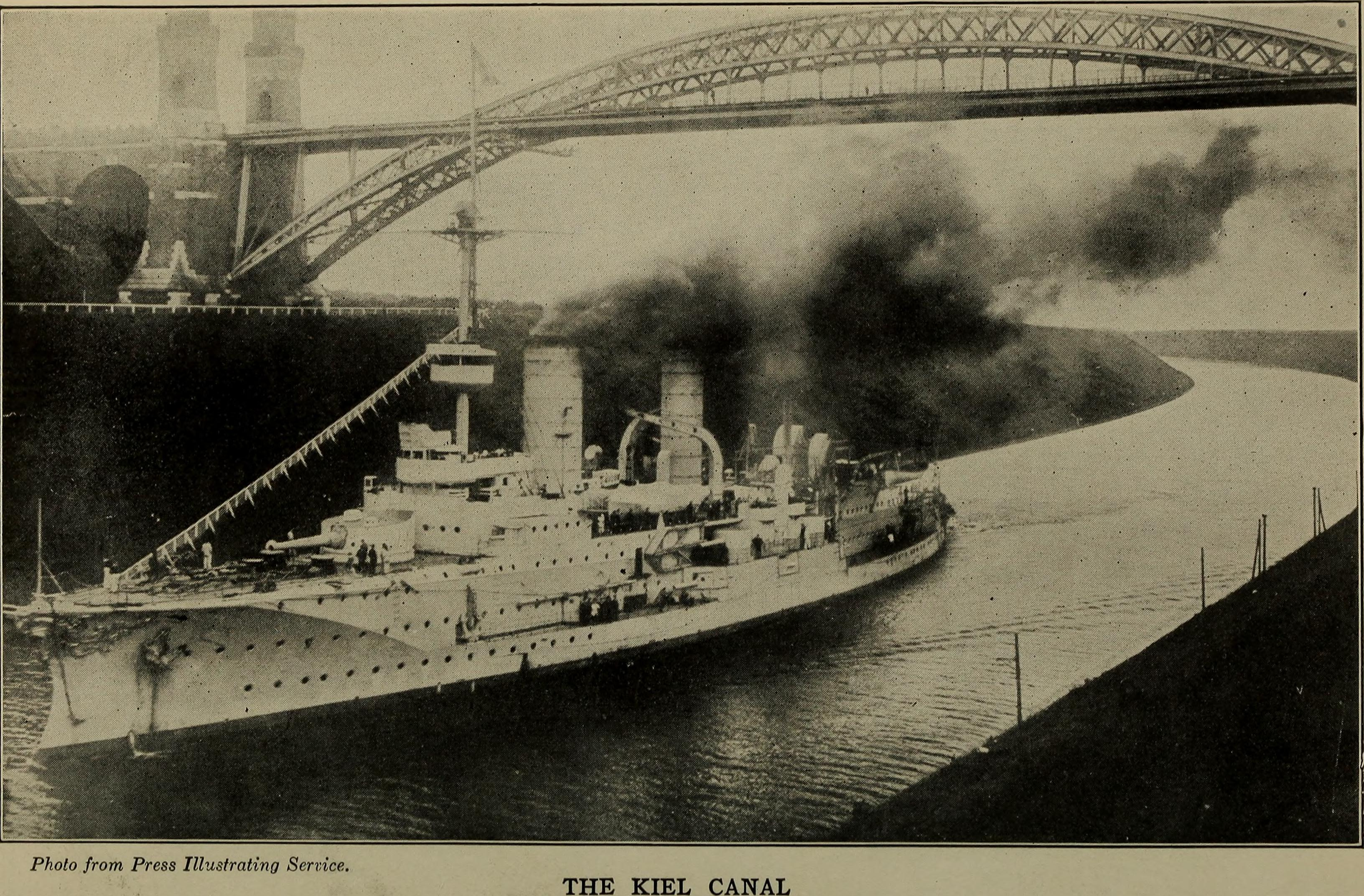
El acorazado Prinz Heinrich (1900) en el canal de Kiel, 1919.

Al inicio de la Primera Guerra Mundial, el Prinz Heinrich fue asignado al III grupo de exploración. Participó en la operación de bombardeo de Hartlepool del 16 de diciembre de 1914. El Prinz Heinrich, junto al Roon, fue asignado a la cobertura de la Flota de Alta Mar, a la cual proporcionaba cobertura de largo alcance a los cruceros de batalla del almirante Hipper, mientras estos realizaban el bombardeo.
En abril de 1915, fue transferido al mar Báltico, aunque menos de un año después, en marzo de 1916, pasó a ser utilizado como buque cuartel, prestando servicio como tal el resto de la contienda. El Prinz Heinrich fue desguazado en 1920.

## Pies de página
1. ↑   Scheer, p69